# Шапеньково
Шапеньково (рос. Шапеньково) — село Баргузинського району, Бурятії Росії. Входить до складу Сільського поселення Баргузинське.
Населення — 199 осіб (2015 рік).